# Henryk II Żelazny (hrabia Holsztynu)

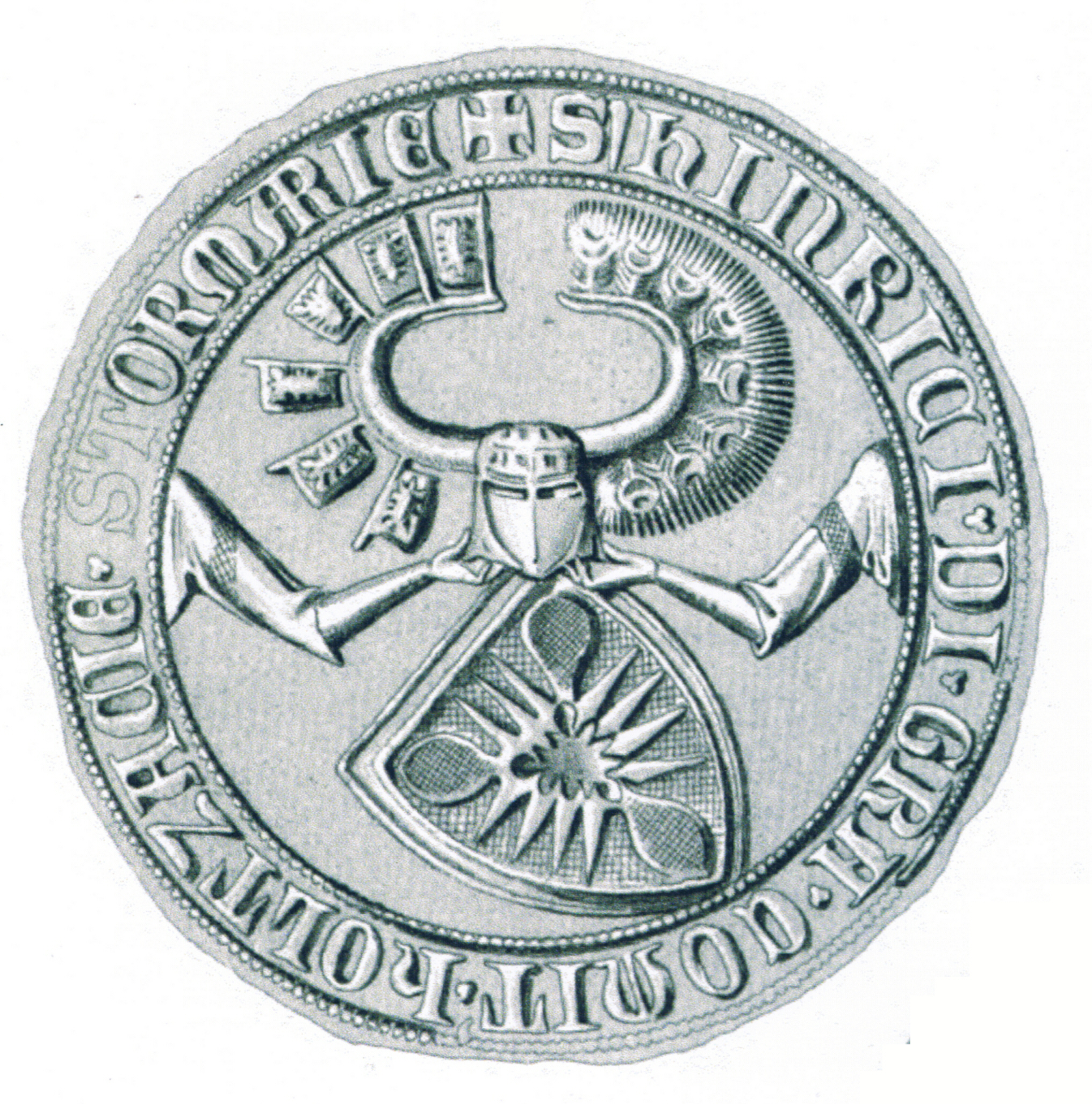
Pieczęć Henryka II Żelaznego

Henryk II Żelazny, niem. Heinrich II. der Eiserne (ur. ok. 1316, zm. po 16 listopada 1384) – hrabia Holsztynu-Rendsburg od 1340 roku.

## Życiorys
Henryk był najstarszym synem hrabiego Holsztynu-Rendsburg Gerarda III Wielkiego i Zofii, córki Mikołaja II z Werle i królewny duńskiej Rychezy. Po śmierci ojca objął rządy w hrabstwie wraz ze swoim młodszym bratem Mikołajem.
W okresie swojego panowania dążył do zjednoczenia pod swym berłem Holsztynu i Szlezwiku. Swoje roszczenia zgłosił po śmierci w 1375 r. (bez pozostawienia męskich potomków) księcia Szlezwika Henryka i króla duńskiego Waldemara IV Atterdaga. Ostatecznie, cel osiągnął jego syn Gerard VI, który zjednoczył pod swoim berłem także inne części Holsztynu.
Henryk prawdopodobnie uczestniczył w krucjacie przeciwko Litwinom w 1345 r. Raczej nieprawdopodobny jest jego wzmiankowany w starszej historiografii udział w bitwie pod Crécy. W latach 1353–1355 sprzymierzył się z królem Anglii Edwardem III, któremu w zamian za coroczne subsydia pieniężne obiecał powstrzymywać króla duńskiego przed interwencją we Francji. Poprzez swoje małżeństwo z księżniczką meklemburską został szwagrem Albrechta Meklemburskiego, którego wspomógł w skutecznych staraniach o koronę szwedzką (zimą 1363 i 1364 r. uczestniczył w zbrojnej wyprawie Albrechta do Szwecji).
Henryk miał pozostawać w dobrych kontaktach z papiestwem i być może po 16 listopada 1384 r., gdy jest ostatni raz wzmiankowany w źródłach holsztyńskich, udał się na południe; daty i miejsca jego zgonu nie znamy.

## Rodzina
Henryk był dwukrotnie żonaty. Pierwszą jego żoną była Mechtylda (zm. 1365), córka Bernarda V z Rhedy. Z małżeństwa tego pochodziła córka Mechtylda. Drugą żoną Henryka została Ingeborga (zm. 1395), córka księcia meklemburskiego Albrechta II i wdowa po margrabim brandenburskim Ludwiku VI Rzymianinie. Z tego małżeństwa pochodziło czworo dzieci:
- Gerard VI (ok. 1367–1404), następca ojca jako hrabia Holsztynu, książę Szlezwika,
- Albrecht (?–1403),
- Henryk (?–1421), biskup Osnabrücku,
- Zofia (?–po 1448), żona księcia stargardzkiego i słupskiego Bogusława VIII.